# Zafar Gulijew
Zafar Safar ogły Gulijew (ros. Зафар Сафар оглы Гулиев; azer. Zəfər Səfər oğlu Quliyev; ur. 17 czerwca 1972) – radziecki i rosyjski zapaśnik w stylu klasycznym azerskiego pochodzenia.

## Kariera sportowa
Brązowy medalista Igrzysk w Atlancie 1996. Trzykrotny uczestnik Mistrzostw Świata, srebrny medal w 1993, brązowy w 1995. Sześć razy sięgnął po medal Mistrzostw Europy, złoty w 1993, 1994 i 1996. Trzeci w Pucharze Świata w 1992 roku.
Startował w mistrzostwach ZSRR w kategorii juniorów, złoty medal w 1991 roku. Mistrz seniorów WNP w 1992. Mistrz Rosji w 1998, drugi w 1994.